# Saud Abdulhamid
Saud bin Abdullah bin Salem Abdul Hamid (arabisch سعود بن عبد الله بن سالم عبد الحميد, DMG Saʿūd b. ʿAbd Allāh b. Sālim ʿAbd al-Ḥamīd; * 18. Juli 1999 in Dschidda) ist ein saudi-arabischer Fußballspieler.

## Karriere

### Verein
Er begann seine Karriere in der Jugend von al-Ittihad und wechselte von deren U23 zur Saison 2018/19 in die erste Mannschaft. Von 2022 bis 2024 stand er bei al-Hilal unter Vertrag. Ende August 2024 wechselte Abdulhamid nach Italien zur AS Rom.

### Nationalmannschaft
Mit der U20 nahm er an der U-19-Asienmeisterschaft 2018 und an der Weltmeisterschaft 2019 teil.
Weiter ging es bei der U23, mit der er an der Asienmeisterschaft 2020 teilnahm und in jeder Partie durchspielte.
Sein Debüt in der A-Mannschaft feierte er 5. September 2019 bei einem 1:1-Freundschaftsspiel gegen Mali. Er wurde dabei zur zweiten Halbzeit für Hamdan al-Shamrani eingewechselt. Beim Golfpokal 2019 wirkte er in zwei Partien mit.
Bei den Olympischen Spielen 2020 in Tokio spielte er in allen drei Partien der Vorrunde von Beginn an und wurde in der zweiten Partie ausgewechselt.
In der WM 2022 in Katar hatte er maßgeblichen Anteil am historischen 2:1 gegen den späteren Weltmeister Argentinien. 